# Громовые стрелы (артефакт)

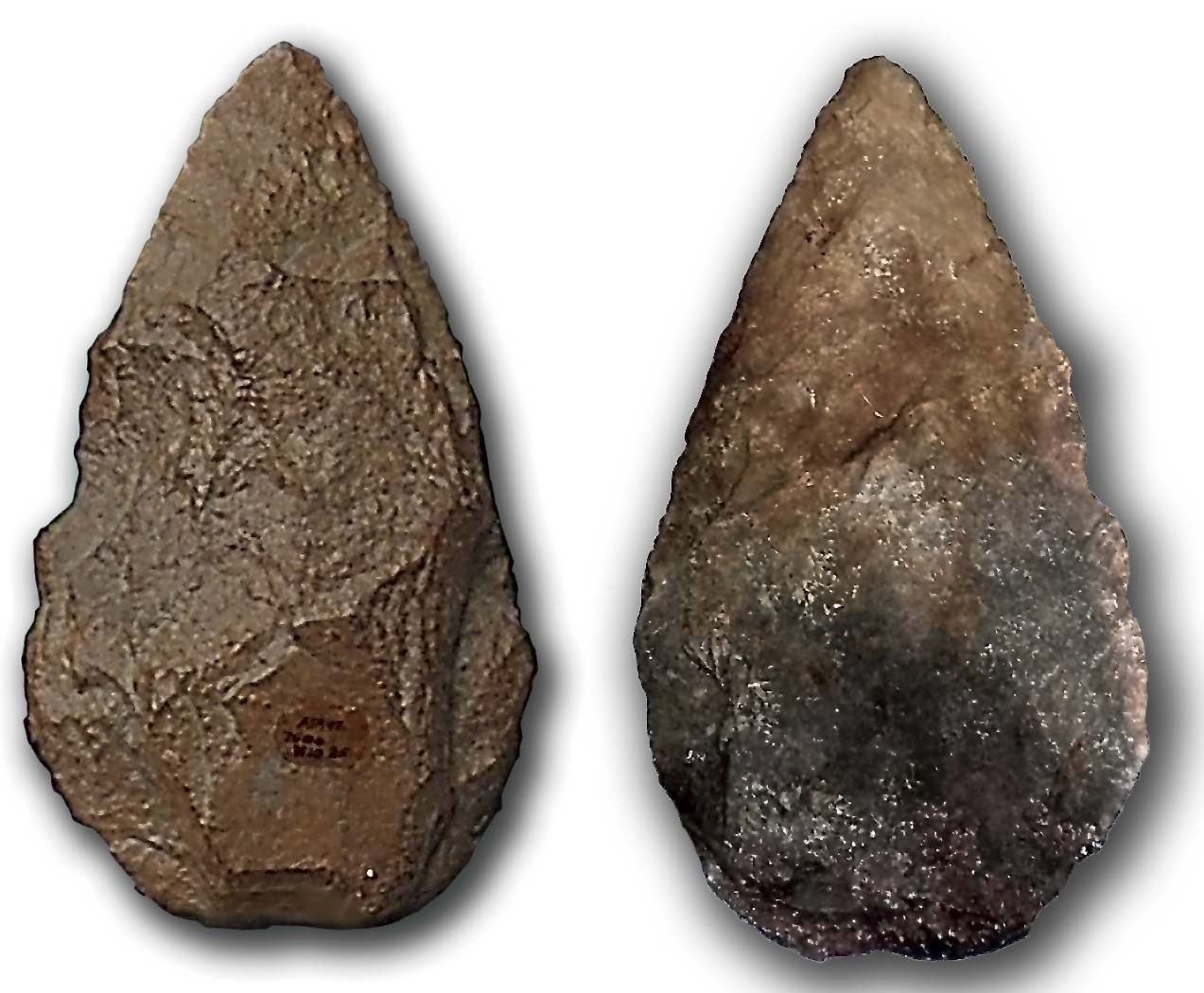
Кремнёвые орудия, которые могли служить «громовыми стрелами»

Громовы́е стре́лы (от др.-рус. стрѣлкы громніи) — ископаемые доисторические кремнёвые орудия (наконечники стрел и копий, топоры и т. д.), а также фульгуриты и белемниты, которым в традиционной культуре многих народов приписываются магические свойства. По народному поверью, громовая стрела — это оружие Громовержца, которым он разит нечисть. Громовые стрелы уходят в землю при ударе молнии и через некоторое время выходят на поверхность. Также считалось, что громовые стрелы можно найти в телах, поражённых молнией.

## В славянской традиции
Палица, топор, камни и «громовые стрелы» были оружием славянского Громовержца Перуна. Славяне считали, что ископаемые моллюски-белемниты, кремнёвые топоры, наконечники стрел и копий — это «громовые стрелы» Перуна, уходящие в землю при ударе молнии и со временем выходящие на поверхность. Этим артефактам придавались магические свойства, например они могли исцелять болезни. Против суеверного почитания «громовых стрел» выступали древнерусские книжники в Кормчих книгах:

Громовые стрелы и топоры — нечестивая и богомерзкая вещь, и если кто лечит ими недуги и лихорадки, если изгоняет ей бесов или показывает «чудеса», да будут прокляты, равно как и лечащиеся ими.
Оригинальный текст (древнерусск.)Стрѣлкы и топори громніи нечестивая и Богу мерьская вещь, аще и недуги и подсываніа и огненныя болѣзни лѣчять, аще и бѣсы изгонить и знамения творить, проклята есть, и ти исцеляеми ею….

И. Е. Забелин, говоря о громовых стрелах, цитирует «старинные травники»:
Перун-Камень. А тот камень падает и стреляет сверху от грома; Цветом он разной бывает, а больши красен истинами (?); А он бывает клином на три угла, а иной на осмь и всхожь на копье, с одново тупого конца дырочка манинка в него, а другой конец востер, что копье; а находят их везде и по полям; Он же и громовая стрела называем (…) Такова сила того камня Перуна: когда гром гремит и ты тот камень положь на стол липовой и естли гром велик и безпричины не пройдет и тот камень на столе станет трястись и подыматца, а когда гром утихнет и он перестанет трястись. А когда кто испужаетца грому и положь тот камень в воду и он в воде станет стоять и дрожать и тое воду от испужанья давать пить, а кто не испужен и если его (камень) в воду положишь и он просто ляжет. Из того камня делать глаз в перстень и носить на руке от всякого видимаго и не видимаго злодея сохранен будешь и если тою рукою захощешь на кого злодея или в дерево ударить и ты выговори сию речь: «как гром бие и разбие и убивае, так и сия моя рука имеющая Перуновый камень разбивае и убивае», и ударь, то все в дребезги разлетитца и рассыплитца. А тою рукой и перстнем бить чародеев добро и возмет, и их ничто не закроет. Того же камня демони боятся, а носящий его не убоится напасти и беды и одолеет сопротивников своих. Аще кто и стрелу громовую с собой носит, тот может всех одолеть силою своею и против его никто не устоит, хотяб сильнее его был, нисколько. И добро сие содержат от обиды и нападения, а с нею в кулачки битца и боротца — одолеешь.
На Вятской земле до начала XX века сохранялся обетный крестный ход с «громовыми стрелами» в честь Георгия Победоносца, по легенде защитившего русских вятчан от нападения «чуди-отяков». Почитание в народе «громовых стрел» как амулетов и лечебного средства сохранялось вплоть до недавнего времени.